# جيروم راماتلاكواني
جيروم راماتلاكواني (بالإنجليزية: Jerome Ramatlhakwane)‏ لاعب كرة قدم بوتسواني دولي، ولد في 29 أكتوبر 1985 بلوباتسي (بوتسوانا). وهو يلعب بصفوف نادي سانتوس الجنوب أفريقي يجيد اللعب كمهاجم .

## روابط خارجية
- جيروم راماتلاكواني على موقع الاتحاد الدولي (مؤرشف)  (الإنجليزية)
- جيروم راماتلاكواني على موقع ناشيونال فوتبول تيمز (الإنجليزية)
- جيروم راماتلاكواني على موقع Soccerway.com (الإنجليزية)
- جيروم راماتلاكواني على موقع عالم كرة القدم.نت (الإنجليزية)
- جيروم راماتلاكواني على موقع كووورة